# Vena II
Singles de Coldrain
8AM
(2009)
Vena II est le troisième maxi-single du groupe de rock japonais Coldrain, avec les nouvelles versions de "Gone" et "The Story" qui sont acoustiques. L'édition limitée inclut un DVD bonus qui comprend "VENA JAPAN TOUR 2016" qui s’est déroulé à Zepp Tokyo le 15 janvier, 2016.

## Liste des titres
CD
Toutes les paroles sont écrites par Masato, toute la musique est composée par Masato, Y.K.C.
| No | Titre                | Durée |
| -- | -------------------- | ----- |
| 1. | Born to Bleed        | 3:52  |
| 2. | Undertow             | 3:29  |
| 3. | Gone (Acoustic)      | 4:34  |
| 4. | The Story (Acoustic) | 4:11  |

DVD
| No  | Titre              | Durée |
| --- | ------------------ | ----- |
| 1.  | Vena               |       |
| 2.  | Wrong              |       |
| 3.  | Evolve             |       |
| 4.  | To Be Alive        |       |
| 5.  | Divine             |       |
| 6.  | Time Bomb          |       |
| 7.  | Words of the Youth |       |
| 8.  | No Escape          |       |
| 9.  | Fire in the Sky    |       |
| 10. | Inside of Me       |       |
| 11. | Heart of the Young |       |
| 12. | The War Is On      |       |
| 13. | Pretty Little Liar |       |
| 14. | Adrenaline         |       |
| 15. | Whole              |       |
| 16. | Confession         |       |
| 17. | Never Look Away    |       |
| 18. | 24-7               |       |
| 19. | Die Tomorrow       |       |
| 20. | Gone               |       |
| 21. | Aware and Awake    |       |
| 22. | Runaway            |       |
| 23. | The Revelation     |       |
| 24. | The Story          |       |
| 25. | Six Feet Under     |       |
| 26. | Final Destination  |       |